# 26 octobre 1987
Le lundi 26 octobre 1987 est le 299e jour de l'année 1987.

## Naissances
- Marek Mikušovič, joueur professionnel de hockey sur glace slovaque ;
- Isidora Urrejola, actrice chilienne de cinéma et télévision ;
- Stany Delayre, rameur français coupleux, poids léger ;
- Portia Perez, lutteuse (catcheuse) professionnelle canadienne ;
- Samuel Gathimba, athlète kényan ;
- Sarah Kazemy, actrice française ;
- Shawn Lauvao, joueur américain de football américain ;
- Ivelin Popov, footballeur bulgare ;
- Liliane Maestrini, joueuse de beach-volley brésilienne ;
- José Luis Fernández, joueur de football argentin ;
- Ana Tiemi, joueuse brésilienne de volley-ball ;
- Hisham Fageeh, humoriste arabe américain d'origine saoudienne.

## Décès
- Robert Allen Dyer (né le 21 septembre 1900), botaniste sud-africain ;
- Charpini (né le 30 juillet 1901), chanteur et comédien français ;
- Adam Wolanin (né le 13 novembre 1919), joueur de football polonais-américain ;
- Aldo Boffi (né le 26 février 1915), footballeur italien.

## Événements
- Sortie du single Freedom d'Alice Cooper ;
- sortie de l'album Mainstream  ;
- diffusion du téléfilm Escroquerie à la mort ;
- découverte de l'astéroïde (13928) Aaronrogers par Edward L. G. Bowell ;
- découverte de l'astéroïde (6184) Nordlund ;
- l'Assemblée générale des Nations unies vote une résolution invitant tous les États et toutes les agences onusiennes à coopérer pour lutter contre le Virus de l'immunodéficience humaine.